# 今井剛
今井 剛（いまい つよし 1969年 - ）は、日本の編集技師である。1992年に日本映画学校（現・日本映画大学）卒業。

## 概歴
1994年にJAY FILM入社。岩井俊二監督『Love Letter』、押井守監督の『攻殻機動隊』、等の編集助手をつとめ、1997年、編集技師としてデビューする。
2000年にJAY FILMを退社、フリーエディターとなる。2004年3月に 個人事務所「ルナパルク」を設立（その後法人化）。
映画のみならず、アニメ、ミュージッククリップ、ゲームなど、ジャンルを問わず手掛けている。

## 主な作品

### テレビ作品
- Tears 第13話（1998年）
- 人形草紙あやつり左近（1999年）
- モンスターファーム〜伝説への道〜（2000年）
- JUDGE CAFE（2001年）
- カノン（2002年）
- 電光超特急ヒカリアン（2002年）
- 私立探偵 濱マイク（2002年）
- 円盤皇女ワるきゅーレ（2002年）
- Weiβ kreuz Gluhen（2002年）
- キノの旅 -the Beautiful World-（2003年）
- 恋する日曜日1 第7回（2003年）
- フタコイ オルタナティブ（2005年）
- がくえんゆーとぴあ まなびストレート!（2007年）
- 結党!老人党（2009年）
- 平成猿蟹合戦図（2014年）
- ゴッドイーター（2015年）
- キッドナップ・ツアー（2016年）

### 映画作品
- 妻はフィリピーナ（1994年）
- Love Letter（編集助手・1995年）
- GHOST IN THE SHELL / 攻殻機動隊（1995年）
- Helpless（1996年）
- 宇宙貨物船レムナント6
- 超獣伝説ゲシュタルト（1997年）
- 聖ルミナス女学院（1998年）
- DOG-FOOD（1999年）
- 守ってあげたい!（編集助手・2000年）
- 人狼 JIN-ROH（編集助手・2000年）
- ひまわり（2000年）
- 閉じる日（2000年）
- 贅沢な骨（2001年）
- GO（2001年）
- ひとりね（2002年）
- 青空へシュート!（2002年）
- Jam Films（2002年）
- ロックンロールミシン（2002年）
- 月に沈む（2002年）
- JUSTICE（2002年）
- ソウル（2002年）
- セブンス アニバーサリー（2003年）
- きょうのできごと a day on the planet（2004年）
- 世界の中心で、愛をさけぶ（2004年）
- 69 sixty nine（2004年）
- 北の零年（2004年）
- ジーナ・K（構成編集・2005年）
- スクラップ・ヘブン（2005年）
- 春の雪（2005年）
- ショコラの見た世界（2006年）
- ボーイ・ミーツ・プサン（2006年）
- ユビサキから世界を（2006年）
- ラフ ROUGH（2006年）
- フラガール（2006年）
- Little DJ〜小さな恋の物語（2007年）
- 遠くの空に消えた（2007年）
- クローズド・ノート（2007年）
- 恋するマドリ（2007年）
- そのときは彼によろしく（2007年）
- The ショートフィルムズ　みんな、はじめはコドモだった（2008年）
- 砂時計（2008年）
- 陰日向に咲く（2008年）
- ホッタラケの島 〜遥と魔法の鏡〜（2009年）
- ニセ札（2009年）
- THE CODE/暗号（2009年）
- ラブコメ（2010年）
- パレード（2010年）
- 女たちは二度遊ぶ（2010年）
- 今度は愛妻家（2010年）
- 悪人（2010年）
- ワラライフ!!（2011年）
- GANTZ（2011年）
- ガール（2012年）
- るろうに剣心シリーズ
  - るろうに剣心（2012年）
  - るろうに剣心 京都大火編 / 伝説の最期編（2014年）
  - るろうに剣心 最終章 The Final / The Beginning（2021年）
- 図書館戦争シリーズ
  - 図書館戦争（2013年）
  - 図書館戦争-THE LAST MISSION-（2015年）
- つやのよる ある愛に関わった、女たちの物語（2013年）
- プラチナデータ（2013年）
- 許されざる者（2013年）
- 魔女っこ姉妹のヨヨとネネ（2013年）
- 円卓 こっこ、ひと夏のイマジン（2014年）
- 黒執事（2014年）
- 真夜中の五分前（2014年）
- 岸辺の旅（2015年）
- ピンクとグレー（2016年）
- アイアムアヒーロー（2016年）
- 世界から猫が消えたなら（2016年）
- 秘密 -トップ・シークレット-（2016年）
- 怒り（2016年）
- デスノート Light up the NEW world（2016年）
- ミュージアム（2016年）
- ジムノペディに乱れる（2016年）
- ナラタージュ（2017年）
- うつくしいひと サバ？（2017年）
- 火花（2017年）
- NEKO THE MOVIE（2017年）
- リバーズ・エッジ（2018年）
- いぬやしき（2018年）
- BLEACH 死神代行篇（2018年）
- パパはわるものチャンピオン（2018年）
- あした世界が終わるとしても（2019年）
- キングダム（2019年）
- パラレルワールド・ラブストーリー（2019年）
- AI崩壊（2020年）
- グッドバイ〜嘘からはじまる人生喜劇〜（2020年）
- 劇場（2020年）
- 窮鼠はチーズの夢を見る（2020年）
- 映画大好きポンポさん（2021年）
- CUBE 一度入ったら、最後（2021年）
- 流浪の月（2022年）
- キングダム2 遥かなる大地へ（2022年）
- レジェンド&バタフライ（2023年）
- リボルバー・リリー（2023年）

## 受賞歴
- 2002年 第25回日本アカデミー賞 最優秀編集賞『GO』
- 2005年 第28回日本アカデミー賞 優秀編集賞『世界の中心で、愛をさけぶ』
- 2006年 第29回日本アカデミー賞 優秀編集賞『北の零年』『春の雪』
- 2007年 第30回日本アカデミー賞 優秀編集賞『フラガール』[3]
- 2011年 第34回日本アカデミー賞 優秀編集賞『悪人』[4]
- 2017年 第40回日本アカデミー賞 優秀編集賞『怒り』
- 2020年 第43回日本アカデミー賞 優秀編集賞『キングダム』
- 2025年 第48回日本アカデミー賞 優秀編集賞『キングダム 大将軍の帰還』[5]